# Партридж, Кэтлин
Кэтлин Энн Партридж (англ. Kathleen Anne Partridge; 7 декабря 1963, Сидней — 13 сентября 2021) — австралийская хоккеистка на траве, вратарь; тренер. Олимпийская чемпионка 1988 года, участница летних Олимпийских игр 1992 года.

## Биография
Кэтлин Партридж родилась 7 декабря 1963 года в австралийском городе Сидней.
Окончила католический колледж ОʼКоннора.
В 1985 году дебютировала в женской сборной Австралии по хоккею на траве.
В 1986 году участвовала в чемпионате мира в Амстелвене, где австралийки заняли 6-е место.
В 1988 году вошла в состав женской сборной Австралии по хоккею на траве на летних Олимпийских играх в Сеуле и завоевала золотую медаль. Играла на позиции вратаря, провела 5 матчей.
В 1991 году завоевала золотую медаль Трофея чемпионов в Берлине.
В 1992 году вошла в состав женской сборной Австралии по хоккею на траве на летних Олимпийских играх в Барселоне, занявшей 5-е место. Играла на позиции вратаря, провела 4 матча.
В 1985—1992 годах провела за женскую сборную Австралии 312 матчей.
По окончании игровой карьеры стала тренером. В 1995—2000 годах была тренером вратарей сборной Австралии, где ассистировала главному тренеру Рику Чарльзуорту и помогла выиграть золото летних Олимпийских игр 1996 и 2000 годов и чемпионата мира 1998 года. В 2013—2015 годах вновь входила в тренерский штаб сборной Австралии, которая в этот период выиграла чемпионат мира.
Получила степень доктора философии в университете Западной Австралии. Была директором колледжа Севеноукс в Перте.
Написала две книги о технических аспектах вратарской игры в хоккее на траве, в том числе «Революция отскока» (The Rebound Revolution).
В 1989 году была награждена медалью ордена Австралии, в 2000 году — Австралийской спортивной медалью.
Умерла 13 сентября 2021 года от рака.

## Память
В 2018 году была введена в Зал хоккейной славы Австралии.